# Steam Machine
La Steam Machine (o Steam Box) è stata una console per videogiochi casalinga basata su un'architettura PC prodotta da Valve Corporation. Si tratta di un ibrido che combina la comodità di una console da gioco casalinga con la potenza di un hardware di fascia medio-alta di un PC da gaming. È stata distribuita per il mercato internazionale il 10 novembre 2015 presso rivenditori online autorizzati da Valve.
Dal punto di vista hardware la console di Valve è uguale ad un computer e il sistema operativo con cui viene venduta (ovvero SteamOS) è completamente gratuito e libero di essere scaricato e installato. In più quest'ultimo, basandosi sul kernel Linux, ha un supporto delle periferiche molto elevato.

## Hardware
Le Steam Machine prodotte dai rivenditori autorizzati da Valve, come detto precedentemente, sono identiche a livello hardware ad un computer di fascia medio-alta o alta. Il loro case è grande più o meno quanto una PlayStation 4 (le dimensioni variano dal produttore) e possono essere abbinate allo Steam Controller. Quest'ultimo, come suggerisce il nome, è un controller disegnato da Valve che permette ai videogiocatori di usare la loro Steam Machine come se fosse una normalissima console.

## Caratteristiche software
Le Steam Machine sono accompagnate dal sistema operativo SteamOS, una distribuzione Linux, basata su Debian, ottimizzata per i videogiochi e, inoltre, dotata di un'interfaccia grafica (denominata Big Picture) interamente sviluppata da Valve Corporation. Quest'ultima permette un approccio "pratico-visivo" molto simile a quello delle console rivali; infatti tutti i contenuti sono perfettamente usabili anche solo da controller, senza quindi avere la necessità di usare periferiche come il mouse e la tastiera.

## Storia
Intorno al Settembre 2013, Valve Corporation rilascio SteamOS, ma anche la Steam Machine, con la speranza di poterla rilasciarla nel 2014. Il 13 di Dicembre 2013, Valve rilascia 300 copie di prova per ricevere del feedback. Il 10 Novembre 2015, la Steam Machine fa il debutto ufficiale sul mercato.

## Fallimento
Il 31 Marzo 2018, Valve rimosse ufficialmente la sezione per comprare la Steam Machine sulla loro piattaforma.

### Causa del fallimento
Le cause sono varie. Dalla GPU modificata di Alienware all'utilizzo di Linux.